# Hectographie

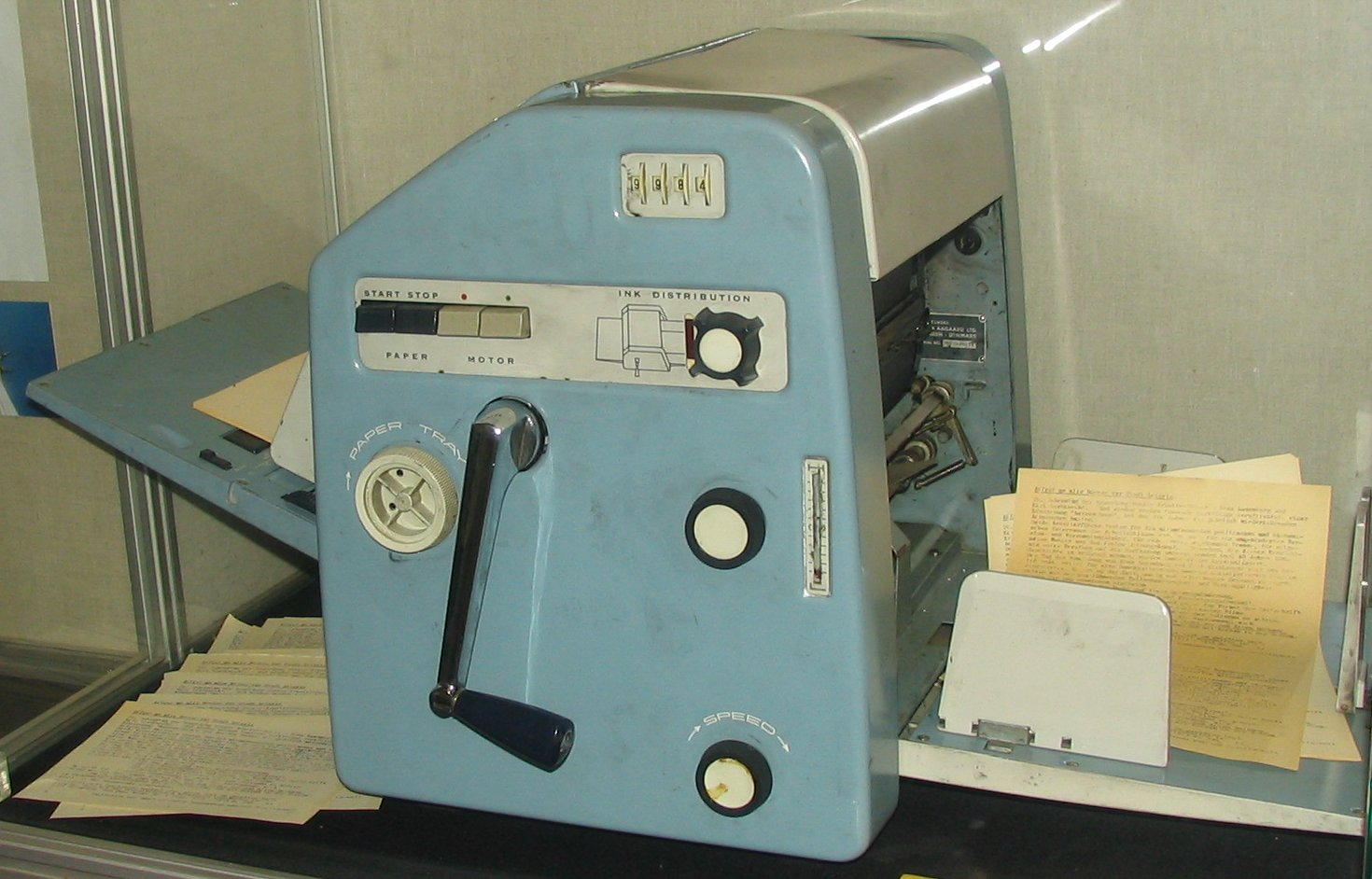
Hectographe de la RDA.

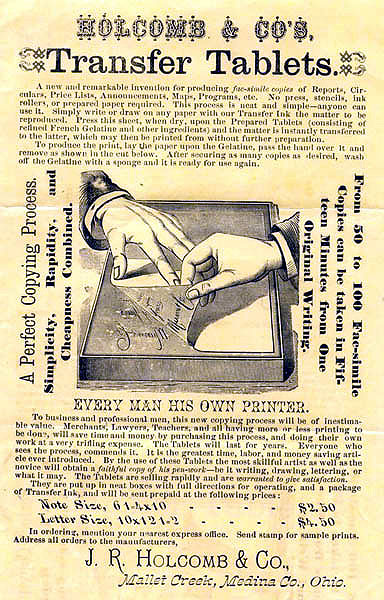
Publicité du XIXe siècle d'un hectographe.

L'hectographie (du grec hecto, « cent » et graphein, « écrire ») est l'ensemble des moyens de duplication de documents manuscrits ou dactylographiés utilisant l'impression d'une encre aniline sur une surface gélatineuse — surface gélatineuse que l'on appelle également « pâte à polycopier ». Le nombre des tirages possibles, comme l'indique l'étymologie, ne permet pas de dépasser les cent exemplaires,. Cependant avec l'amélioration de certains procédés comme le remplacement de la gélatine par de nouveaux matériaux — notamment par les feuilles paraffinées ou la présence de ciment dans la composition de certains pâtes à polycopie, l'hectographie peut désigner plus globalement tous les procédés permettant de tirer à moins d'une centaine d'exemplaires sur le principe d'un cliché obtenu à l'aide d'une encre communicative s'usant au fil des tirages — et cela avec la contrainte d'une qualité très inégale d'une copie à l'autre.
Selon la Grande encyclopédie soviétique (1979), la paternité de la première invention hectographique, rendue connue en 1869, reviendrait au russe Mikhail Alisov (ru) ; mais d'aucuns attribuent la paternité de l'invention plus tardivement à Ungerer, Kwaysser et Ilussak en 1878.
L'ensemble des techniques hectographiques — comme la gélatine, la pierre humide ou la chromographie — ont été utilisées dès la fin du XIXe et au début du XXe siècle notamment par les administrations et les écoles. Cependant, les procédés hectographiques sont tombés en désuétude avec la démocratisation de l'informatique et de la photocopieuse.

## Procédé
Sous la dénomination d'hectographie nous pouvons regrouper, d'une part, les machines à reprographier permettant de transférer directement sur du papier spécialement traité avec un solvant approprié, l’image formée sur un cliché avec un colorant soluble dans l’alcool ou dans un autre liquide; et, d'autre part, les techniques utilisant une surface gélatineuse comme support d'impression.  
Son principe général repose sur le pouvoir extrêmement communicatif de certaines encres (notamment les encres anilines, comme l'encre à base de mauvéine): un original est réalisé avec une telle encre et, au contact d'une surface gélatineuse ou d'une surface paraffinée, l'encre se communique partiellement vers cette dernière — est ainsi obtenu le support d'impression. Sur ce support, comparable à une matrice en imprimerie, nous pouvons étendre des feuilles et obtenir des copies jusqu'à épuisement de l'encre. À la différence de la lithographie, il n'y a pas d'opération de ré-encrage de la plaque. L'encre déposée sur le support s'épuise au fur et à mesure que l'on imprime. C'est la raison pour laquelle on ne peut copier, en général, au-dessus d'une centaine d'exemplaires ; et cela avec la contrainte d'un contraste coloré décroissant.
Quelle que soit la technique spécifiée, l'hectographie permet une exécution rapide, économique et limité aux tirages en quantité peu importante. 

### Duplication sur une plaque gélatineuse

#### Composition de la plaque de gélatine
La plaque de gélatine utilisée pour produire un négatif est le produit d'un mélange d'eau, de glycérine, de gélatine voire de talc ou de kaolin. Ce mélange, visqueux, est porté à ébullition. Il est ensuite refroidi sur un moule, généralement rectangulaire, de façon à obtenir une plaque homogène et molle, d'une épaisseur d'au moins 1 cm.

#### Composition de l'encre
Les encres pour l'hectographie sont majoritairement de couleur violette, noire ou rouge. Elles contiennent soit du violet de gentiane ou de la mauvéine (pour une encre violette), soit de la rhodamine (pour une encre rouge), le tout mêlé à de l'alcool, de l'eau et parfois de la glycérine. 

#### Nettoyage de la plaque
La plaque de gélatine accueillant le négatif peut être nettoyée avec l'intervention d'une éponge fine imbibée d'eau tiède que l'on peut très légèrement aciduler. Après un certain temps de service, la plaque de gélatine détériorée peut être réutilisée. On peut la faire refondre tout en y incorporant de la glycérine.

### Duplication sur une surface paraffinée ou enduite de kaolin
Dans d'autres cas, l'original est reproduit à l'envers par transfert de colorant sur un papier épais glacé ou enduit de kaolin ou bien sur une feuille paraffinée, à partir d'un carbone spécial. Le texte peut être tapé à la machine ou écrit à la main à l'aide d'un stylo à bille. On obtient ainsi une matrice d'impression contre laquelle on presse des feuilles de papier ordinaires très légèrement imbibées d'alcool ; une petite partie du colorant se dissout et se décalque sur le papier, ce qui produit une copie à l'endroit. La matrice peut également être obtenue par transfert thermique.

## Améliorations
Insatisfaits de la technique hectographique, nombreux seront ceux — voulant augmenter le nombre de tirages et stabiliser la qualité d'impression — qui chercheront à perfectionner le procédé et la composition des produits chimiques antagonistes. 

### La pierre humide
Si l'hectographie se réfère aux méthodes d'impression sur gélatine, la « pierre humide » — pâte ayant l'apparence d'un bloc de pierre plat — s'en différencie sur le point de la composition ; il sera amalgamé à la pâte gélatineuse du kaolin, du mastic ou du ciment. La pierre humide, mise en avant dans les années 1920, permet d'augmenter sensiblement le nombre de tirages et, s'usant moins vite, peut être utilisée plusieurs fois par jour.

### Leduplicateur à alcool
Le duplicateur à alcool peut être considéré comme une technique hectographique : le négatif ne consiste plus en une trace sur plaque de gélatine mais sur une feuille paraffinée placée sur une presse rotative. Ce négatif est obtenu par un jeu de superposition entre la feuille paraffinée, une feuille de papier carbone — dit hectographique — et une feuille blanche sur lequel on trace les formes à copier. 

### L'autocopiste noir
Inventé en 1881 par Otto Lelm,, l'autocopiste noir permet d'augmenter la quantité des tirages, et d'améliorer la qualité de l'impression. Au lieu d'une plaque gélatineuse, le négatif demeure sur une feuille de papier parcheminée recouverte d'une couche de gélatine. Quant à l'encre avec laquelle on réalise l'original que l'on souhaite reproduire, elle est composée d'un produit permettant la coagulation de la gélatine comme c'est le cas du perchlorure de fer, des sels d'alun, de l'acide gallique,. Lorsque l'original entre au contact de la feuille parcheminée, il y a coagulation de la gélatine. Les zones coagulées de la feuille parcheminée sont insolubles : après l'humidification du support, au passage d'un rouleau enduit d'encre grasse (encre d'imprimerie ou  encre lithographique), l'encre ne sera seulement retenue sur les zones insolubles. Il ne reste alors qu'à appliquer des feuilles vierges sur le négatif, encrer de nouveau, et répéter l'opération autant de fois que nécessaire.
Au regard de l'abandon de l'encre aniline pour une encre grasse, on peut considérer que cette technique — atteignant d'ailleurs la centaine d'exemplaires et faisant penser au procédé de la lithographie — n'appartient pas à l'hectographie. Cependant l'emploi de la gélatine et les tirages étant limités aux alentours des cent exemplaires permettent de justifier l'intégration de cette technique au sein de cette classification.